# مسجد العزيز بالله (القاهرة)
جامع العزيز بالله يقع في شارع العزيز بالله وهو متقاطع مع شارع سليم الأول بالزيتون القاهرة وهو من أشهر المساجد في رمضان يأتي إليه الكثير من المسلمين في رمضان لصلاة التراويح حيث يأتي إليه العديد من الشيوخ والأئمة والدعاة يحاضرون ويلقون خطبهم في تعاليم أصول الدين وفقا لعقيدة أهل السنة والجماعة وحفظ القران الكريم.
ويحظى المسجد بإقبال أسبوعي كل جمعة حيث يتزايد عدد رواده بشكل كبير، كما انتشرت حوله العديد من المحلات المتخصصة في بيع الكتب الإسلامية والثقافية بالإضافة إلى الأشرطة والسيديهات، علاوة على محلات العودة للطبيعة ومنتجاتها من ألبان والسواك والعسل الجبلي وغيره.
وفقا لخريطة المساجد السلفية في مصر يأتي مسجد العزيز بالله بمنطقة الزيتون كأكبر تجمع سلفى على مستوى القاهرة الكبرى للتواجد المستمر للداعية محمد حسان، ومحمود المصري، ومسعد أنور، فمنذ أواخر السبعينيات بعد أن سيطر السلفيون على هذا المسجد تحت قيادة الدكتور عمر عبد الرحمن أمير الجماعة الإسلامية في مصر السابق، والذي يعود تأسيسه إلى الدكتور محمد جميل غازي في عام 1968 بهدف نشر الفكر السلفى في مصر، جعلت خطب حسان والمصري ويعقوب من المسجد، الأكثر إقبالا من قبل مريدى السلفية من مختلف المحافظات، وتحولت الزيتون معقلا لهم لوجود المركز الإسلامي لدعاة التوحيد والسنة الذي يعد همزة الوصل الأساسية بين المكتبات والمساجد والزوايا.

## وصلات خارجية
- المركز الإسلامي بالمسجد

كما يضم المركز مستشفى تخصصيًّا مزودةً بأحدث الأجهزة الطبية. أَسس هذا المسجدَ الشيخ محمد الغازي وعاونه في ذلك الشيخ محمد مراد الذي أسس جمعية الحج والعمرة في المسجد والشيخ عبد اللطيف إبراهيم والشيخ مدني والحاج أحمد الإسناوي والشيخ محمد رمضان والشيخ سد أنور